# راشيل ليفين
راشيل ليفين طبيب أطفال وأدميرال في هيئة الصحة العامة للولايات المتحدة يشغل منصب مساعد وزير الصحة منذ 26 مارس 2021.